# Pungtungia herzi
Pungtungia herzi és una espècie de peix cipriniforme de la família dels ciprínids que es troba a Àsia: el Japó i Corea.
És un peix d'aigua dolça i de clima temperat. Els mascles poden assolir 11,8 cm de longitud total.